# Akter om tvärs
Akter om tvärs är akterligare än tvärskeppsaxeln. Ett föremål utanför ett fartyg befinner sig akter om tvärs då dess läge är akter om fartygets tvärlinje, vilken är en tänkt linje som skär fartygets mittpunkt i rät vinkel mot längdriktningen.